# Bevier (Missouri)
Bevier est une ville du comté de Macon, dans le Missouri, aux États-Unis,. Située au sud du comté, elle est incorporée en 1881.

## Démographie
Lors du recensement de 2010, la ville comptait une population de 718 habitants. Elle est estimée, en 2016, à 696 habitants.

## Source de la traduction
- (en) Cet article est partiellement ou en totalité issu de l’article de Wikipédia en anglais intitulé « Bevier, Missouri » (voir la liste des auteurs).